# 2018년 한국시리즈
2018 신한은행 MY CAR KBO 한국시리즈는 2018년 11월 4일부터 11월 12일까지 펼쳐진 2018년 KBO 리그의 챔피언 결정전이다. 대진은 2018년 KBO 리그 정규 시즌 1위 팀으로 통산 6번째 우승 및 2년만에 통합 우승에 도전하는 두산 베어스와 플레이오프 승리로 8년 만에 한국시리즈 우승에 도전하는 SK 와이번스의 대결이었으며, 두 팀은 포스트시즌을 기준으로 2009년 플레이오프 이후 9년 만의 포스트시즌 맞대결이며 동시에 2008년 한국시리즈 이후 10년 만에 가을 야구 최종 경기인 한국시리즈에서 만났다.
결과는 총 6차전을 치러 SK 와이번스가 4승 2패로 승리를 거뒀고, 8년 만의 한국시리즈 우승이자 통산 4회 우승을 달성했다. 또한 역대 5번째 업셋 우승임과 동시에 1989년 한국시리즈 이후 29년 만에 처음으로 정규 시즌 2위팀이 우승을 차지 했다. 여기에 승차로는 무려 14경기 반 차를 극복하며 역사상 가장 게임차가 많이나는 업셋도 달성했다. 한국시리즈 MVP는 6차전 13회초 결승 1점 홈런을 치며 기자단 투표 72표중 30표를 얻은 한동민이 차지했다.

## 정규 시즌
| 순위 | 구단          | 경기 | 승 | 무 | 패 | 승률  | 승차 |
| ---- | ------------- | ---- | -- | -- | -- | ----- | ---- |
| 1위  | 두산 베어스   | 144  | 93 | 0  | 51 | 0.646 | 0.0  |
| 2위  | SK 와이번스   | 144  | 78 | 1  | 65 | 0.545 | 14.5 |
| 3위  | 한화 이글스   | 144  | 77 | 0  | 67 | 0.535 | 16.0 |
| 4위  | 넥센 히어로즈 | 144  | 75 | 0  | 69 | 0.521 | 18.0 |
| 5위  | KIA 타이거즈  | 144  | 70 | 0  | 74 | 0.486 | 23.0 |
| 6위  | 삼성 라이온즈 | 144  | 68 | 4  | 72 | 0.486 | 23.0 |
| 7위  | 롯데 자이언츠 | 144  | 68 | 2  | 74 | 0.479 | 24.0 |
| 8위  | LG 트윈스     | 144  | 68 | 1  | 75 | 0.476 | 24.5 |
| 9위  | kt 위즈       | 144  | 59 | 3  | 82 | 0.418 | 32.5 |
| 10위 | NC 다이노스   | 144  | 58 | 1  | 85 | 0.406 | 34.5 |

## KBO 포스트시즌 대진표
|  | 와일드카드 결정전 | 와일드카드 결정전 | 와일드카드 결정전 |  |  | 준플레이오프 | 준플레이오프  | 준플레이오프 |  |  | 플레이오프 | 플레이오프    | 플레이오프 |  |  | 한국시리즈 | 한국시리즈  | 한국시리즈 |
|  |                   |                   |                   |  |  |              |               |              |  |  |            |               |            |  |  |            |             |            |
|  |                   |                   |                   |  |  |              |               |              |  |  |            |               |            |  |  | 1          | 두산 베어스 | 2          |
|  |                   |                   |                   |  |  |              |               |              |  |  | 2          | SK 와이번스   | 3          |  |  | 2          | SK 와이번스 | 4          |
|  |                   |                   |                   |  |  | 3            | 한화 이글스   | 1            |  |  | 4          | 넥센 히어로즈 | 2          |  |  |            |             |            |
|  | 4                 | 넥센 히어로즈     | 1(+1)             |  |  | 4            | 넥센 히어로즈 | 3            |  |  |            |               |            |  |  |            |             |            |
|  | 5                 | KIA 타이거즈      | 0                 |  |  |              |               |              |  |  |            |               |            |  |  |            |             |            |

### 와일드카드 결정전
지난 시즌 1위+한국시리즈 통합 우승 팀이였으나 이번 시즌 5위로 가을 야구를 간신히 하게 된 KIA 타이거즈와 정규시즌 4위로 2년 만에 가을 야구에 진출한 넥센 히어로즈가 맞붙은 와일드카드 결정전에서는 4위로 1승의 어드벤티지를 얻은 넥센 히어로즈가 5회와 7회 두 번의 빅이닝을 앞세워 10:6으로 1차전에서 마무리하고 준플레이오프에 진출했다. MVP는 홈런 포함 4타점을 기록한 넥센 히어로즈의 외야수 제리 샌즈가 차지했다.

### 준플레이오프
준플레이오프에서는 와일드카드 결정전에서 5위 KIA 타이거즈를 꺾고 올라온 4위 넥센 히어로즈와 2007년 이후 하위권을 전전하던 암흑기를 청산하고 11년 만에 가을 야구에 진출한 3위 한화 이글스의 대결로 펼쳐졌다. 1차전을 박병호의 결승 투런 홈런, 2차전은 임병욱의 연타석 3점 홈런을 앞세워 두 경기를 먼저 잡아낸 넥센 히어로즈는 3차전은 9회 김태균의 결승 2루타로 한화 이글스에게 내줬지만 4차전에서 시리즈를 마무리지으며 시리즈 3승 1패로 플레이오프에 진출했다. 시리즈 MVP는 2차전 2홈런 6타점 포함 시리즈 기간 8타점을 기록한 넥센 히어로즈의 외야수 임병욱에게 돌아갔다.

### 플레이오프
플레이오프에서는 4위 넥센 히어로즈와 정규리그 2위로 6년 만에 플레이오프에 직행한 SK 와이번스가 격돌했다. 양 팀은 1~2차전에서 연속 벤치클리어링이 나오는 등 치열한 신경전을 벌였으며 1차전은 박정권의 끝내기 홈런, 2차전은 홈런 세 개를 앞세워 SK 와이번스가 두 경기를 먼저 이겼으나, 넥센 히어로즈가 철벽 계투를 앞세워 3차전을 이겼고 4차전에서는 이승호와 안우진이 합작해 8이닝 호투를 앞세워 시리즈를 원점으로 맞추는데 성공했다. 결국 5차전에서 역전과 재역전을 주고 받는 혈투 끝에 10회 말 김강민과 한동민의 극적인 재역전 백투백 홈런으로 SK 와이번스가 6년 만에 한국시리즈에 진출했다. MVP는 시리즈 기간 .429로 맹타를 휘두른 SK 와이번스의 외야수 김강민이 차지했다.

## 출장자 명단
| 팀          | 선수 명단 |
| 두산 베어스 | - 감독 - 김태형 - 코치 - 공필성, 이강철, 조인성, 조성환, 김태균, 권명철, 박철우, 고토 - 투수 - 함덕주, 이현승, 김승회, 강동연, 장원준, 유희관, 윤수호, 린드블럼, 후랭코프, 이용찬, 박신지, 이영하, 박치국 - 포수 - 장승현, 박세혁, 양의지 - 내야수 - 황경태, 이병휘, 류지혁, 허경민, 오재원, 오재일, 김재호, 최주환 - 외야수 - 정진호, 정수빈, 김재환, 박건우, 조수행, 백민기 |
| SK 와이번스 | - 감독 - 힐만 - 코치 - 손지환, 박재상, 박경완, 김성갑, 손혁, 예이츠, 정수성, 정경배 - 투수 - 김택형, 신재웅, 산체스, 정영일, 서진용, 켈리, 김광현, 박정배, 문승원, 박종훈, 김태훈, 이승진, 윤희상 - 포수 - 이재원, 허도환, 이성우 - 내야수 - 나주환, 최항, 김성현, 박승욱, 최정, 로맥, 강승호, 박정권 - 외야수 - 김강민, 김재현, 정진기, 정의윤, 김동엽, 한동민               |

## 경기 기록
| 일시                                                              | 경기  | 원정팀(선공) | 스코어 | 홈팀(후공)  | 개최 구장             | 개시 시각 | 관중수          | 경기 MVP               |
| ----------------------------------------------------------------- | ----- | ------------ | ------ | ----------- | --------------------- | --------- | --------------- | ---------------------- |
| 11월 4일(일)                                                      | 1차전 | SK 와이번스  | 7 - 3  | 두산 베어스 | 서울종합운동장 야구장 | 14시 00분 | 25,000명 (매진) | 박정권 (SK 와이번스)   |
| 11월 5일(월)                                                      | 2차전 | SK 와이번스  | 3 - 7  | 두산 베어스 | 서울종합운동장 야구장 | 18시 30분 | 25,000명 (매진) | 후랭코프 (두산 베어스) |
| 11월 7일(수)                                                      | 3차전 | 두산 베어스  | 2 - 7  | SK 와이번스 | 인천SSG랜더스필드     | 18시 30분 | 25,000명 (매진) | 로맥 (SK 와이번스)     |
| 11월 9일(금)                                                      | 4차전 | 두산 베어스  | 2 - 1  | SK 와이번스 | 인천SSG랜더스필드     | 18시 30분 | 25,000명 (매진) | 정수빈 (두산 베어스)   |
| 11월 10일(토)                                                     | 5차전 | 두산 베어스  | 1 - 4  | SK 와이번스 | 인천SSG랜더스필드     | 14시 00분 | 25,000명 (매진) | 김성현 (SK 와이번스)   |
| 11월 12일(월)                                                     | 6차전 | SK 와이번스  | 5 - 4  | 두산 베어스 | 서울종합운동장 야구장 | 18시 30분 | 25,000명 (매진) | 문승원 (SK 와이번스)   |
| 우승 : SK 와이번스 (4번째), 한국시리즈 MVP : 한동민 (SK 와이번스) |       |              |        |             |                       |           |                 |                        |

## 한국시리즈 경기

### 1차전
2018년 11월 4일 - 서울종합운동장 야구장
| 팀 | 1 | 2 | 3 | 4 | 5 | 6 | 7 | 8 | 9 | R | H | E | B |
| SK 와이번스 ◄ | 2 | 0 | 0 | 0 | 0 | 2 | 1 | 0 | 2 | 7 | 7 | 0 | 6 |
| 두산 베어스 | 0 | 0 | 1 | 0 | 2 | 0 | 0 | 0 | 0 | 3 | 7 | 1 | 9 |
| 승리 투수: 산체스 패전 투수: 린드블럼 세이브: 없음 홀드: 김태훈 홈런: SK – 한동민 (린드블럼 상대 1회 2점), 박정권 (린드블럼 상대 6회 2점) |   |   |   |   |   |   |   |   |   |   |   |   |   |

- 애국가 : 가수 케이윌
- 시구 : 어우홍 (전 야구감독)
- 1차전 MVP : SK 박정권 - 3타수 1안타(1홈런) 3타점 (6회초 결승 2점 홈런)
  - SK 박종훈, 한국시리즈 한 이닝 최다 볼넷 허용 타이 (3개, 29번째)
  - 두산 양의지, 한국시리즈 한 경기 최다 볼넷 타이 (3개, 16번째)
  - 두산 정수빈, 포스트시즌 연속 경기 득점 신기록 (9경기, 2015 플레이오프 3차전 ~ )
  - SK 한동민, 포스트시즌 3경기 연속 홈런 및 포스트시즌 역대 25번째 연타석 홈런

1차전에서 두산은 린드블럼, SK는 박종훈이 각각 선발 등판했다.
경기를 시작하자마자 김강민이 볼넷으로 출루했고 한동민이 2점 홈런을 쳐 내며 SK가 먼저 선취점을 얻었다. 두산은 3회말 2사 1-3루에서 최주환의 적시타로 1점을 쫓아오는데 성공했고, 5회말에는 1사 만루에서 최주환이 또 다시 2타점 적시타를 쳐 내며 역전에 성공했다. 그러나 SK는 6회초 1사 2루에서 박정권의 2점 홈런으로 다시 경기를 뒤집었고 7회초 2사 만루에서 장원준의 폭투로 인해 추가점을 얻는데 성공했다. SK는 9회초 1사 1-3루에서 로맥의 타구를 두산 1루수 오재일이 송구 실책을 저질러 발생한 1점에 이어 박정권의 희생플라이로 쐐기를 박으며 SK가 1차전을 승리했다. 반면 두산은 SK 투수진이 사사구를 9개나 허용했는데도 기회를 못 살렸으며, 특히 7회말 무사 만루에서 오재일의 삼진과 김재호의 병살타로 무산시킨 것이 뼈아픈 패배로 이어졌다.

### 2차전
2018년 11월 5일 - 서울종합운동장 야구장
| 팀 | 1 | 2 | 3 | 4 | 5 | 6 | 7 | 8 | 9 | R | H  | E | B |
| SK 와이번스 | 0 | 0 | 0 | 0 | 1 | 0 | 2 | 0 | 0 | 3 | 6  | 1 | 2 |
| 두산 베어스 ◄ | 0 | 0 | 1 | 3 | 0 | 0 | 0 | 3 | X | 7 | 11 | 2 | 1 |
| 승리 투수: 후랭코프 패전 투수: 문승원 세이브: 함덕주 홀드: 박치국, 김승회 홈런: 두산 – 최주환 (문승원 상대 4회 2점) |   |   |   |   |   |   |   |   |   |   |    |   |   |

- 애국가 : 우주소녀 연정
- 시구 : EXO 찬열
- 2차전 MVP : 두산 후랭코프 - 6.2이닝 5피안타 2사사구 3실점 (1자책) 10K (투구수 : 117개)
  - 두산 김재환, 한국시리즈 한 경기 최다 2루타 타이 (2개, 27번째)

2차전에서 두산은 후랭코프, SK는 문승원이 각각 선발 등판했다.
두산은 3회말 1사 1-3루에서 정수빈의 내야 땅볼 타구에 오재일이 홈을 밟으며 선취점을 얻었다. 4회말 공격에서는 김재환의 2루타 후 양의지의 적시타와 최주환의 2점 홈런이 나오며 4점차까지 달아나는데 성공했다.
한편, SK는 5회초 1사 3루에서의 희생플라이와 7회초 2사 2-3루에서 2타점 적시타를 친 김강민의 활약으로 1점차까지 쫓아오는데 성공했다. 1점차까지 쫓겼던 두산은 8회말 공격에서 박건우의 볼넷 후 김재환, 양의지, 최주환이 3연속 안타를 쳐 내며 2점을 더 추가하였으며 이어진 1사 2-3루에서 정진호의 내야 땅볼 타점으로 총 3득점을 추가하며 승부를 결정지었다. 마지막으로 함덕주가 8회초 2사부터 9회초까지 무실점으로 막으면서 두산이 시리즈를 원점으로 만드는데 성공했다.

### 3차전
2018년 11월 7일 - 인천SSG랜더스필드
| 팀 | 1 | 2 | 3 | 4 | 5 | 6 | 7 | 8 | 9 | R | H  | E | B |
| 두산 베어스 | 0 | 0 | 0 | 0 | 2 | 0 | 0 | 0 | 0 | 2 | 8  | 2 | 2 |
| SK 와이번스 ◄ | 3 | 1 | 0 | 0 | 0 | 0 | 0 | 3 | X | 7 | 11 | 2 | 3 |
| 승리 투수: 켈리 패전 투수: 이용찬 세이브: 없음 홀드: 김태훈 홈런: SK – 로맥 (이용찬 상대 1회 3점, 박치국 상대 8회 1점), 이재원 (김승회 상대 8회 2점) |   |   |   |   |   |   |   |   |   |   |    |   |   |

- 애국가 : 가수 정동하
- 시구 : 이상 (KBO 한국시리즈 시구자 공모 선정자)
- 3차전 MVP : SK 로맥 - 3타수 2안타(2홈런) 4타점 (1회말 결승 3점 홈런)
  - SK, 단일 포스트시즌 팀 홈런 신기록 (18개)
  - SK 로맥, 한국시리즈 한 경기 최다 홈런 타이 (2개, 12번째)

3차전에서 SK는 켈리, 두산은 이용찬이 각각 선발 등판했다.
1회말부터 SK 와이번스는 1사 1-2루에서 로맥이 선제 3점 홈런을 터트리며 기선제압했고, 2회말에는 2사 1-3루에서 한동민의 내야 안타로 추가점을 뽑는데 성공했다. 한편, 켈리에게 막히던 두산은 5회초 1사 2루에서 김재호, 2사 2루에서 오재원이 각각 적시타를 쳐 내며 2점 차로 추격하기 시작했고, 6회초에는 1사 만루 찬스를 잡았으나, 오재일과 김재호가 범타로 물러나며 추격에 실패했다. SK는 8회말 공격에서 로맥이 박치국을 상대로 1점 홈런, 무사 1루에서 이재원이 김승회를 상대로 2점 홈런을 쳐 내며 승부에 쐐기를 박았고. 7이닝 2실점(비자책)으로 호투한 켈리에 이어 김태훈과 정영일이 무실점으로 이어 던지며 SK가 3차전을 승리하고 시리즈의 리드를 잡게 되었다. SK는 또한 이 경기로 한국시리즈 3차전 무패행진도 이어가게 되었다.

### 4차전
2018년 11월 9일 - 인천SSG랜더스필드
| 팀 | 1 | 2 | 3 | 4 | 5 | 6 | 7 | 8 | 9 | R | H  | E | B |
| 두산 베어스 ◄                                                                                             | 0 | 0 | 0 | 0 | 0 | 0 | 0 | 2 | 0 | 2 | 11 | 0 | 1 |
| SK 와이번스                                                                                               | 0 | 0 | 1 | 0 | 0 | 0 | 0 | 0 | 0 | 1 | 4  | 1 | 3 |
| 승리 투수: 린드블럼 패전 투수: 산체스 세이브: 함덕주 홀드: 없음 홈런: 두산 – 정수빈 (산체스 상대 8회 2점) |   |   |   |   |   |   |   |   |   |   |    |   |   |

- 애국가 : 가수 정인
- 시구 : 폴 포츠 (영국 출신 성악가)
- 4차전 MVP : 두산 정수빈 - 5타수 2안타(1홈런) 2타점 (8회초 결승 2점 홈런)
  - 한국시리즈 역대 8번째 우천 취소 (포스트시즌 역대 18번째)
  - SK 최정, 포스트시즌 통산 사구 신기록 (14개)

4차전에서는 당초 8일 진행될 예정이었던 경기가 우천 순연되었는데 SK는 당초 예고대로 김광현을 내세웠고 이영하를 내세웠던 두산은 1차전 선발이었던 린드블럼으로 선발투수를 변경했다. 양 팀의 선취점은 3회말에 나왔다. SK는 3회말 1사 2루에서 터진 김강민의 적시타로 선취점을 뽑는데 성공했으나 이어진 1사 만루 찬스에서 로맥과 박정권이 모두 삼진을 당하며 점수를 뽑지 못했다. 반면, 실점 이후 만루위기를 넘긴 두산 선발 린드블럼은 그 이후로는 실점하지 않으며 7회까지 1실점, SK 선발 김광현도 6회까지 두산 타선을 무실점으로 틀어막으며 두 선발 모두 호투했다. 이렇게 전개된 두 팀의 승부는 8회초 두산의 공격에서 흐름이 바뀌었다. 두산은 7회부터 올라온 산체스를 상대로 백민기의 안타와 허경민의 땅볼로 만들어진 1사 1루에서 정수빈이 오른쪽 담장을 살짝 넘기는 역전 2점 홈런을 작렬시키며 경기를 뒤집는데 성공했고, 마무리 함덕주가 류지혁의 호수비에 힘입어 8회말과 9회말 2이닝을 무실점으로 매조지으며 두산이 시리즈를 다시 원점으로 맞추는데 성공했다.

### 5차전
2018년 11월 10일 - 인천SSG랜더스필드
| 팀 | 1 | 2 | 3 | 4 | 5 | 6 | 7 | 8 | 9 | R | H | E | B |
| 두산 베어스                                                                                               | 0 | 0 | 1 | 0 | 0 | 0 | 0 | 0 | 0 | 1 | 8 | 2 | 5 |
| SK 와이번스 ◄                                                                                             | 0 | 0 | 0 | 0 | 0 | 0 | 2 | 2 | X | 4 | 7 | 0 | 5 |
| 승리 투수: 김태훈 패전 투수: 후랭코프 세이브: 정영일 홀드: 없음 홈런: 두산 – 정진호 (박종훈 상대 3회 1점) |   |   |   |   |   |   |   |   |   |   |   |   |   |

- 애국가 : 가수 박기영
- 시구 : 배우 구혜선
- 5차전 MVP : SK 김성현 - 2타수 1안타 2타점
  - SK 최정, 포스트시즌 통산 사구 신기록 (16개)
  - SK 최정, 한국시리즈 한 경기 최다 사구 타이 (2개, 15번째)
  - SK 김태훈, 포스트시즌 첫 승리투수 달성
  - SK 정영일, 포스트시즌 첫 세이브 달성

5차전에서 SK는 박종훈, 두산은 후랭코프가 각각 선발 등판했다. 두산 베어스는 3회초 1사에서 정진호가 1점 홈런으로 선취점을 얻었으나 이후 이닝에서 추가점을 뽑지 못했는데, 4회초 2사 3루 상황에서 박종훈의 보크여부를 두고 논란이 빚어지기도 했다. 한편, 후랭코프에게 끌려가던 SK 와이번스는 7회말 1사 2루에서 김성현이 동점 적시 2루타를 쳐 냈고, 중계플레이 과정에서 발생한 두산의 좌익수 정진호의 실책으로 인해 3루까지 이동하며 후랭코프를 마운드에서 끌어 내렸다.이후 이영하를 상대로 1사 3루에서 김강민의 희생플라이로 역전한 SK 와이번스는 8회말 1사 2루에서 박정권의 적시타와 2사 만루에서 김승회로부터 김성현이 밀어내기 볼넷을 얻어내며 총 2득점을 추가했다. 이후 9회초 마무리로 올라온 정영일이 1사 1-2루 위기를 맞았으나, 정진호의 타구가 2루수 직선타로 인한 더블 플레이로 경기가 마무리되며 SK가 5차전을 가져옴과 동시에 8년 만의 한국시리즈 우승에 단 1승만을 남겨놓았다.

### 6차전
2018년 11월 12일 - 서울종합운동장 야구장
| 팀 | 1 | 2 | 3 | 4 | 5 | 6 | 7 | 8 | 9 | 10 | 11 | 12 | 13 | R | H  | E | B  |
| SK 와이번스 ◄ | 1 | 0 | 0 | 2 | 0 | 0 | 0 | 0 | 1 | 0  | 0  | 0  | 1  | 5 | 10 | 0 | 10 |
| 두산 베어스 | 0 | 0 | 0 | 0 | 0 | 3 | 0 | 1 | 0 | 0  | 0  | 0  | 0  | 4 | 8  | 0 | 6  |
| 승리 투수: 문승원 패전 투수: 유희관 세이브: 김광현 홀드: 없음 홈런: SK – 강승호 (이영하 상대 4회 2점), 최정 (린드블럼 상대 9회 1점), 한동민 (유희관 상대 13회 1점) |   |   |   |   |   |   |   |   |   |    |    |    |    |   |    |   |    |

- 애국가 : 뮤지컬 배우 민우혁
- 시구 : 걸스데이 혜리
- 6차전 MVP : SK 문승원 - 1.2이닝 2피안타 무사사구 무실점 2K (투구수 : 32개, 11회 1사부터 구원 등판)
  - 두산 이용찬, 포스트시즌 경기 개시 후 최다 연속타자 볼넷 허용 신기록 (3개)
  - SK, 한국시리즈 팀 최다 사사구 타이 (10개, 3번째)
  - SK, 단일 포스트시즌 팀 홈런 신기록 (21개)
  - SK 최정, 한국시리즈 한 경기 최다 볼넷 타이 (3개, 17번째)
  - 한국시리즈 한 경기 최다 삼진 신기록 (28개 - 두산 15개, SK 13개)
  - 한국시리즈 한 경기 최다 투수 출장 신기록 (16명 - 두산 9명, SK 7명)

6차전에서 두산은 이용찬, SK는 켈리가 각각 선발 등판했다. 1회초 경기가 시작하자마자 이용찬의 제구 난조로 무사 만루가 됐으나 SK는 로맥의 땅볼 타점으로 단 1점을 얻는 것에 그쳤으나, 그 뒤 SK는 4회초 2사 1루에서 강승호의 2점 홈런으로 추가점을 얻었다. 한편 5회까지 켈리에게 노히트로 끌려갔던 두산은 6회말 1사 1-2루에서 최주환의 1타점 2루타와 양의지의 2타점 적시타로 동점을 만들었고 이후 8회말 1사 1-3루에서 양의지의 희생 플라이로 역전에 성공했다. 함덕주를 7회 1사에 조기 투입 시킨 승부수까지 걸었던 두산은 9회초에 1, 4차전 선발이었던 에이스 린드블럼을 올려 경기를 마무리하려 했으나, SK의 최정이 9회초 2사에서 극적인 동점 1점 홈런으로 경기를 원점으로 돌리며 이를 무위에 그치게 만들었다. 그 후 치열한 연장 승부를 펼친 끝에 SK가 연장 13회초 2사에서 터진 한동민의 1점 홈런으로 재역전하여 리드를 다시 잡았고, 13회말에 4차전 선발이었던 SK 에이스 김광현이 마무리 투수로 올라와 2사에서 마지막 타자 박건우를 삼진 처리하며 마침내 SK 와이번스가 8년 만의 한국시리즈 우승이자 통산 네 번째 우승을 달성했다. (두산은 2승 4패로 11년 만에 준우승에 그쳤다 )
- 한국시리즈 MVP : SK 한동민 - 21타수 4안타(2홈런) 4타점 (6차전 13회초 결승 1점 홈런)

## 중계 일정
2018년 한국 프로 야구 포스트시즌은 다음과 같은 방송사로부터 중계방송되었다.

### TV 중계
1차전
- SBS (캐스터 : 정우영 / 해설 : 이순철, 이승엽)

2차전
- MBC (캐스터 : 김나진 / 해설 : 허구연, 정민철)

3차전
- KBS2 (캐스터 : 이광용 / 해설 : 이용철, 장성호)

4차전
- SBS (캐스터 : 정우영 / 해설 : 이순철, 이승엽)

5차전
- MBC (캐스터 : 김나진 / 해설 : 허구연, 정민철)

6차전
- KBS2 (캐스터 : 이광용 / 해설 : 이용철, 장성호)

### 라디오 중계
1차전
- SBS 러브FM (캐스터 : 염용석 / 해설 : 최원호)

2차전
- SBS 러브FM (캐스터 : 정석문 / 해설 : 안경현)

3차전
- SBS 러브FM (캐스터 : 김윤상 / 해설 : 이종열)

4차전
- SBS 러브FM (캐스터 : 정석문 / 해설 : 최원호)

5차전
- SBS 러브FM (캐스터 : 염용석 / 해설 : 안경현)

6차전
- SBS 러브FM (캐스터 : 정석문 / 해설 : 이종열)

## 같이 보기
- 2018년 일본 시리즈
- 2018년 월드 시리즈